# Butherik
Butherik (Latijn: Buthericus); (gestorven 390) was een Romeinse Magister militum van Gotische afkomst. Zijn officiële residentie was waarschijnlijk Thessaloniki.
Daar werd hij in 390 door boze supporters van een populaire wagenmenner gedood. Hij had opdracht gegeven deze wagenmenner te arresteren, omdat hij zich schuldig zou hebben gemaakt aan al of niet afgedwongen homoseksuele handelingen met een schenker die in dienst was van Butherik.
In vergelding voor deze moord beval keizer Theodosius I de executie van de moordenaars. Dit leidde echter tot het onbedoelde bloedbad van Thessaloniki, waarbij naar verluidt zo'n 7.000 burgers van Thessaloniki zouden zijn gedood. Hierop werd Theodosius door bisschop Ambrosius van Milaan tot openlijke boetedoening gedwongen.